# Campeonato Acreano
Het Campeonato Acreano is het staatskampioenschap voetbal van de Braziliaanse staat Acre. De staat Acre bevindt zich in het geheel in Amazonegebied en is dunbevolkt. Hierdoor zijn er maar weinig voetbalclubs en staat Acre op een relatief lage plaats op de CBF-ranking. De club is wel van een 23ste plaats in 2008 gestegen naar een 19de in 2014, maar zakte wel weer een plaatsje in 2015 en nog één in 2016. In 2017 stegen ze weer een plaats en in 2018 zelfs twee. In 2021 zakten ze weer twee plaatsen. Deze lage klassering gaf slechts één ploeg uit Acre het recht op een plek in de eerste ronde van de nationale Campeonato Brasileiro Série D. De statelijke bond FFA bepaalt welke ploeg dit is; meestal is dit de kampioen. Vanaf 2016 mocht de staat twee deelnemers sturen.
De competitie werd in 1919 voor het eerst gespeeld. Pas vanaf 1935 werd er jaarlijks een competitie gespeeld. De huidige voetbalbond FFA werd in 1947 opgericht en in sommige bronnen begint vanaf dan pas het Campeonato Acreano. Sinds 1989 is het kampioenschap geprofessionaliseerd. Het gebrek aan sponsors zorgt er echter voor dat clubs regelmatig uit het profcircuit moeten stappen en pas na een aantal jaren in de amateurdivisie weer terugkeren.
Net als de andere staatscompetities in Brazilië wil de competitieopzet van het kampioenschap van Acre nog weleens veranderen. Sinds 2011 is er ook een tweede divisie waardoor de eerste divisie ook wel de naam Primeira Divisão draagt.

## Nationaal niveau
Daar de competitie pas laat geprofessionaliseerd werd heeft er nooit een club uit Acre in de Série A gespeeld in de tijd dat alle staten hier nog deelnemers voor mochten leveren. Van 1989 tot 1991 speelde er wel een club in de Série B, maar nadat de staat ook hier geen automatische startplaats voor kreeg kon er nooit een club nog promoveren naar de Série B. In de jaren negentig speelden wel enkele clubs in de Série C. Tot 2011 en opnieuw in 2013 had de staat daar nog een deelnemer. Na de invoering van de Série D, werd het opzet van de Série C nu dat van de Série D waardoor de staat elk jaar één deelnemer mag afleveren. Enkel Rio Branco slaagde erin om na 2008 nog enkele seizoenen in de Série C te spelen. Atlético Acreano miste in 2016 op een haar na de promotie en kon deze in 2017 eindelijk afdwingen. Na twee seizoenen degradeerde de club.

## Winnaars
- 1947 - Rio Branco
- 1948 - América
- 1949 - América
- 1950 - Rio Branco
- 1951 - Rio Branco
- 1952 - Atlético
- 1953 - Atlético
- 1954 - Independência
- 1955 - Rio Branco
- 1956 - Rio Branco
- 1957 - Independência
- 1958 - Independência
- 1959 - Independência
- 1960 - Rio Branco
- 1961 - Rio Branco
- 1962 - Atlético
- 1963 - Independência
- 1964 - Rio Branco
- 1965 - Vasco da Gama
- 1966 - Juventus
- 1967 - Grêmio Atlético Sampaio
- 1968 - Atlético
- 1969 - Juventus
- 1970 - Independência
- 1971 - Rio Branco
- 1972 - Independência
- 1973 - Rio Branco
- 1974 - Independência
- 1975 - Juventus
- 1976 - Juventus
- 1977 - Juventus
- 1978 - Rio Branco
- 1979 - Rio Branco
- 1980 - Juventus
- 1981 - Juventus
- 1982 - Rio Branco
- 1983 - Rio Branco
- 1984 - Juventus
- 1985 - Juventus
- 1986 - Juventus
- 1987 - Atlético
- 1988 - Rio Branco
- 1989 - Juventus
- 1990 - Juventus
- 1991 - Atlético
- 1992 - Rio Branco
- 1993 - Independência
- 1994 - Rio Branco
- 1995 - Juventus
- 1996 - Juventus
- 1997 - Rio Branco
- 1998 - Independência
- 1999 - Vasco da Gama
- 2000 - Rio Branco
- 2001 - Vasco da Gama
- 2002 - Rio Branco
- 2003 - Rio Branco
- 2004 - Rio Branco
- 2005 - Rio Branco
- 2006 - ADESG
- 2007 - Rio Branco
- 2008 - Rio Branco
- 2009 - Juventus
- 2010 - Rio Branco
- 2011 - Rio Branco
- 2012 - Rio Branco
- 2013 - Plácido de Castro
- 2014 - Rio Branco
- 2015 - Rio Branco
- 2016 - Atlético
- 2017 - Atlético
- 2018 - Rio Branco
- 2019 - Atlético
- 2020 - Galvez
- 2021 - Rio Branco
- 2022 - Humaitá
- 2023 - Rio Branco
- 2024 - Independência

### Titels per team
| Club              | Stad              | Titels | Seizoenen |
| ----------------- | ----------------- | ------ | --- |
| Rio Branco        | Rio Branco        | 48     | (1919, 1921, 1928, 1935, 1936, 1937, 1938, 1939, 1940, 1941, 1943, 1944, 1945, 1946, 1947, 1950, 1951, 1955, 1956, 1957, 1960, 1961, 1962, 1964, 1971, 1973, 1977, 1979, 1983, 1986, 1992, 1994, 1997, 2000, 2002, 2003, 2004, 2005, 2007, 2008, 2010, 2011, 2012, 2014, 2015, 2018, 2021, 2023) |
| Juventus          | Rio Branco        | 14     | (1966, 1969, 1975, 1976, 1978, 1980, 1981, 1982, 1984, 1989, 1990, 1995, 1996, 2009) |
| Independência     | Rio Branco        | 12     | (1954, 1958, 1959, 1963, 1970, 1972, 1974, 1985, 1988, 1993, 1998, 2024) |
| Atlético Acreano  | Rio Branco        | 9      | (1952, 1953, 1962, 1968, 1987, 1991, 2016, 2017, 2019) |
| Vasco da Gama     | Rio Branco        | 3      | (1965, 1999, 2001) |
| América           | Rio Branco        | 2      | (1948, 1949) |
| Galvez            | Rio Branco        | 1      | (2020) |
| Plácido de Castro | Plácido de Castro | 1      | (2013) |
| ADESG             | Senador Guiomard  | 1      | (2006) |
| Grêmio Sampaio    | Rio Branco        | 1      | (1967) |
| Duque de Caxias   | Rio Branco        | 1      | (1942) |
| A.A. Militar      | Rio Branco        | 1      | (1930) |
| Ypiranga          | Rio Branco        | 1      | (1920) |
| Humaitá           | Porto Acre        | 1      | (2022) |

## Eeuwige ranglijst
Clubs die vetgedrukt staan spelen in 2025 in de hoogste klasse.
| Club              | Stad              | /79 | Periode (1947-2025)                                   |
| ----------------- | ----------------- | --- | ----------------------------------------------------- |
| Rio Branco        | Rio Branco        | 79  | 1947-                                                 |
| Atlético Acreano  | Rio Branco        | 73  | 1952-2024                                             |
| Independência     | Rio Branco        | 71  | 1947-2012, 2019, 2022-                                |
| Vasco da Gama     | Rio Branco        | 67  | 1952-1977, 1980-1991, 1994-2010, 2014-                |
| Andirá            | Rio Branco        | 57  | 1964-2004, 2006-2007, 2009-2010, 2012-2014, 2016-2024 |
| Juventus          | Rio Branco        | 39  | 1966-1991, 1994-1997, 2004-2006, 2008-2013            |
| ADESG             | Senador Guiomard  | 24  | 1992-2011, 2022-                                      |
| São Francisco     | Rio Branco        | 23  | 1978-1988, 2006-2009, 2018-                           |
| Plácido de Castro | Plácido de Castro | 18  | 2008-                                                 |
| Floresta          | Rio Branco        | 18  | 1971-1988                                             |
| Internacional     | Rio Branco        | 18  | 1971-1988                                             |
| Fortaleza         | Rio Branco        | 17  | 1947-1963                                             |
| Náuas             | Cruzeiro do Sul   | 14  | 2008-2015, 2019-2024                                  |
| Galvez            | Rio Branco        | 13  | 2013-                                                 |
| Botafogo          | Rio Branco        | 12  | 1952-1963                                             |
| Humaitá           | Porto Acre        | 9   | 2017-                                                 |
| Amapá             | Rio Branco        | 9   | 1980-1988                                             |
| Alto Acre         | Epitaciolândia    | 8   | 2010-2017                                             |
| América           | Rio Branco        | 5   | 1947-1951                                             |
| Grêmio Sampaio    | Rio Branco        | 4   | 1964-1967                                             |
| Grêmio Acreano    | Sena Madureira    | 4   | 1994-1997                                             |
| Amax              | Xapuri            | 2   | 2015-2016                                             |
| Imperial          | Rio Branco        | 2   | 1950-1951                                             |
| Alvorada          | Rio Branco        | 1   | 1976                                                  |
| Boulevard         | Rio Branco        | 1   | 1951                                                  |
| Satélite          | Rio Branco        | 1   | 1947                                                  |